# Korarchaeota
A Korarchaeota egy Archaea törzs. Xenarchaeota néven is ismert.
A 16S rRNS gén szekvenciák alapján a Korarchaeota valószínűleg korán elvált az archeák fő fejlődési vonalától, nem tartozik Crenarchaeota és a Euryarchaeota csoportok közé. Egy korarchaeote genom analízise egy vegyes tenyészetből felfedte számos Crenarchaeota és Euryarchaeota-szerű jellemzőit, és támogatta a mély elágazási származás hipotézisét.
Csak magas hőmérsékletű hidrotermális környezetben találták meg. A természetben csak kis mennyiségben található meg.

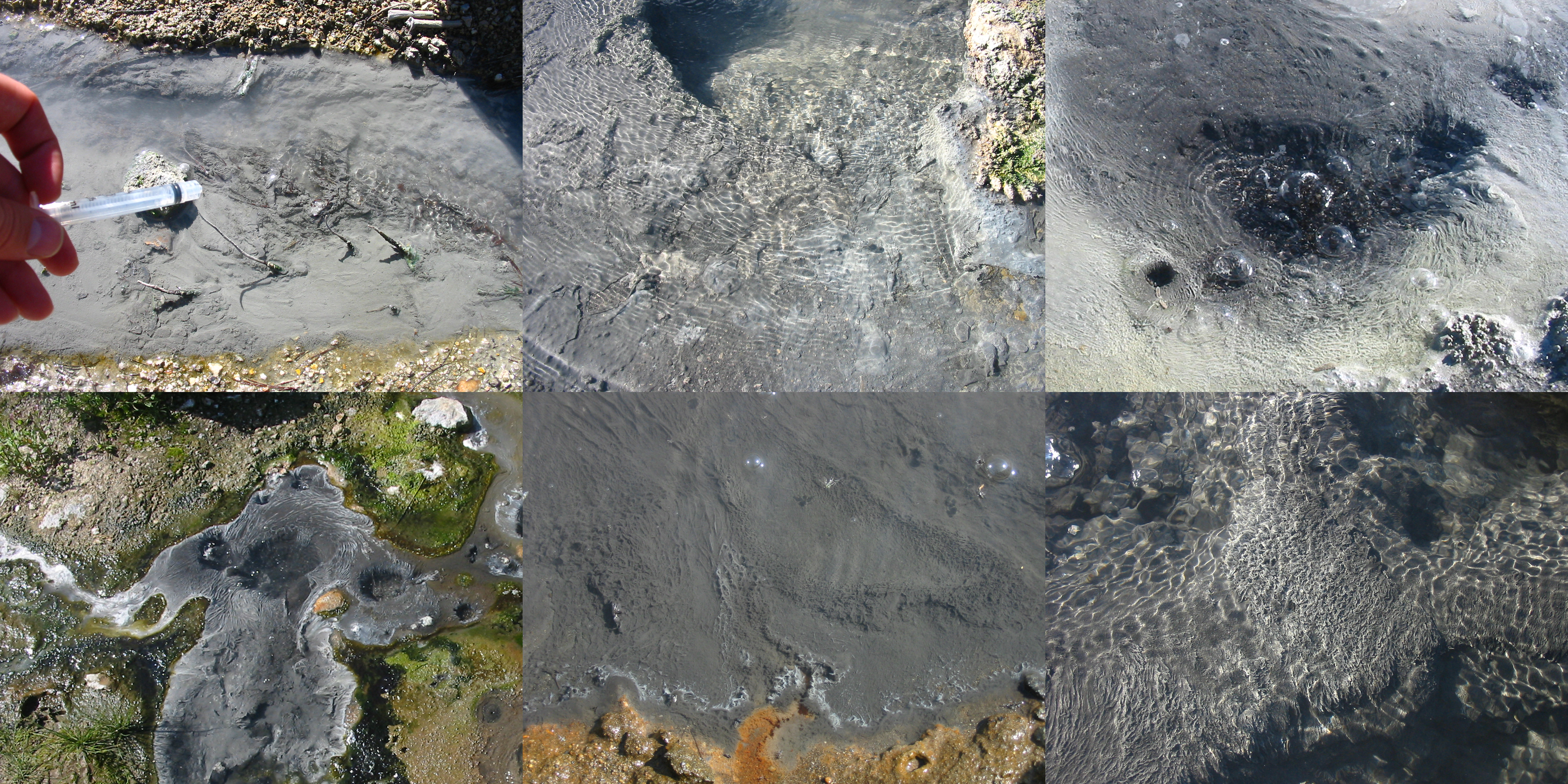
Hat termálvíz Kamcsatkán ahol megtalálták a Korarchaeotatát.